# 누니바크섬
누니바크섬(Nunivak Island, 유픽어: Nunivaaq)은 베링해 상의 섬으로, 미국 알래스카의 관할 하에 있다. 면적은 4,226.8 km2로 베링 해에서 세인트로렌스섬 다음으로 큰 섬으로, 영구동토로 뒤덮여있는 화산섬이다. 알래스카 본토의 유콘강과 쿠스코큄강이 이루는 삼각주 앞바다로 48km 정도 떨어져 있다.
인구는 2010년 인구조사 기준 191명인데, 1880년에 702명이었던 인구가 계속해서 유출되며 줄고 있다. 대부분 섬 북해안에 위치한 마을 메코류크(Mekoryuk)에 사는데, 이곳은 섬에서 유일한 상주 정착지이다. 주민 절대다수는 원주민인 유픽 에스키모족이다.

## 인구
| 인구조사              | 인구 | Note | %±    |
| --------------------- | ---- | ---- | ----- |
| 1880년                | 400  |      | —     |
| 1910년                | 127  |      | —     |
| 1920년                | 189  |      | 48.8% |
| 1930년                | 191  |      | 1.1%  |
| 1940년                | 225  |      | 17.8% |
| U.S. Decennial Census |      |      |       |